# 关于我被小学女生绑架这件事
《关于我被小学女生绑架这件事》是中国大陆的同人游戏制作组猫薄荷制作组和ZiX Solutions所创作的一部视觉小说，于2017年6月1日登上Steam游戏平台，是一款免费游戏。玩家所扮演的游戏男主角是一名有着萝莉控倾向的刚入职的小学教师，故事围绕着这名教师暑假到学校整理资料却被一名小学女生绑架展开。

## 故事简介
男主角（我）是一名有着萝莉控倾向的、刚入职的小学老师。暑假期间，“我”受教导主任之托到学校档案室整理资料，却被一名小学女生小可用电击枪击晕并用手铐铐住。男主角应要求跟小可玩脑筋急转弯的过程中，发现小可是他小学时期的恋人的孩子，也了解到小可的父亲便是教导主任，有着残酷的个性，实施家庭暴力致小可的母亲死亡，也造就了小可扭曲的性格。教导主任叫“我”去学校其实是别有用心，而他也自食其果，被砸死在屋子里因为堆积成山而坍塌下来的桌子下。最终男主角决定收养小可的时候，却惊奇地发现，其实小可是男生。
在游戏的坏结局中，男主角被以绑架和谋杀的罪名起诉。
在游戏的后日谈中，男主角因为要去相亲，便把小可托付给一个女同事照顾。小可知道这个女同事一直暗恋男主角，便带着她跟踪男主角。

## 角色
「我」
游戏男主角，一名刚入职的小学老师，同时也是一名萝莉控，在小学时期喜欢小可的母亲，后来因为搬家失去联系。
小可
配音：閒踏梧桐
游戏女主角，一名穿着女装的小学男生，因为家庭的原因而喜欢把电击枪、刀等危险物品当玩具。

## 评价
玩家对背景音乐的评价褒贬不一，17173的编辑新游酱认为背景音乐很动听，但ACG批评的站长windchaos则表示背景音乐没有很好地渲染出氛围。
在剧情上，不少玩家表示最后的伪娘彩蛋让人很惊喜，windchaos则不以为然，他觉得这个彩蛋对表达作品的中心思想没有帮助。也有玩家指出，这款游戏的剧情跟日本作家西尾维新的轻小说作品《少女不十分》存在雷同之处，均讲述了一名成年人被一名小学生限制人身自由的故事。